# Bandeira do Oblast de Donetsk

Bandeira do Oblast

A bandeira apresentada à direita, é a bandeira oficial do Oblast de Donetsk. Foi desenhada por Nina Grigorievna Shcherbak, sendo oficialmente adoptada a 17 de Agosto de 1999. A bandeira é um rectângulo de proporção 3:2 dividido horizontalmente. Apresenta um raiar do sol na metade superior da bandeira (azul, simbolizando o céu). Na metade inferior negra (um mar), reflecte cinco ovais amarelas umas por cima das outras (o reflexo do sol na água).